# ناحیه ماسون، شهرستان افینگهام، ایلینوی
ناحیه ماسون، شهرستان افینگهام، ایلینوی (به انگلیسی: Mason Township) یک منطقهٔ مسکونی در ایالات متحده آمریکا است که در شهرستان افینگهام، ایلینوی واقع شده‌است. ناحیه ماسون ۱٬۳۶۴ نفر جمعیت دارد و ۱۷۴ متر بالاتر از سطح دریا واقع شده‌است.